# Daisuke Yoshimitsu
Daisuke Yoshimitsu (japanisch 吉満 大介 Yoshimitsu Daisuke; * 21. Februar 1993 in der Präfektur Kagoshima) ist ein japanischer Fußballspieler.

## Karriere
Yoshimitsu erlernte das Fußballspielen in der Schulmannschaft der Kamimura Gakuen High School sowie in der Universitätsmannschaft der National Institute of Fitness and Sports in Kanoya. Seinen ersten Vertrag unterschrieb er 2015 beim Tochigi SC. Der Verein spielte in der zweithöchsten Liga des Landes, der J2 League. Am Ende der Saison 2015 stieg der Verein in die dritte Liga ab. Für den Verein absolvierte er 31 Ligaspiele. 2017 wechselte er zum Zweitligisten Renofa Yamaguchi FC. Für den Verein aus Yamaguchi bestritt er insgesamt 88 Ligaspiele. Nach sieben Spielzeiten wechselte er im Januar 2024 zum Erstligisten Albirex Niigata.